# مرکز تجارت بین‌الملل
مرکز تجارت بین‌الملل (به انگلیسی: International Commerce Centre) آسمان‌خراش ۱۱۸ طبقه به ارتفاع ۴۸۴ متر، با کاربری اداری-تجاری و هتل است، که در شهر هنگ کنگ مستقر می‌باشد. پروژه ساخت این ساختمان در سال ۲۰۰۲ آغاز شد و در سال ۲۰۱۰ تکمیل و افتتاح گردید. مرکز تجارت بین‌الملل هم‌اکنون (۲۰۱۳) هفتمین ساختمان بلند جهان به‌شمار می‌آید.

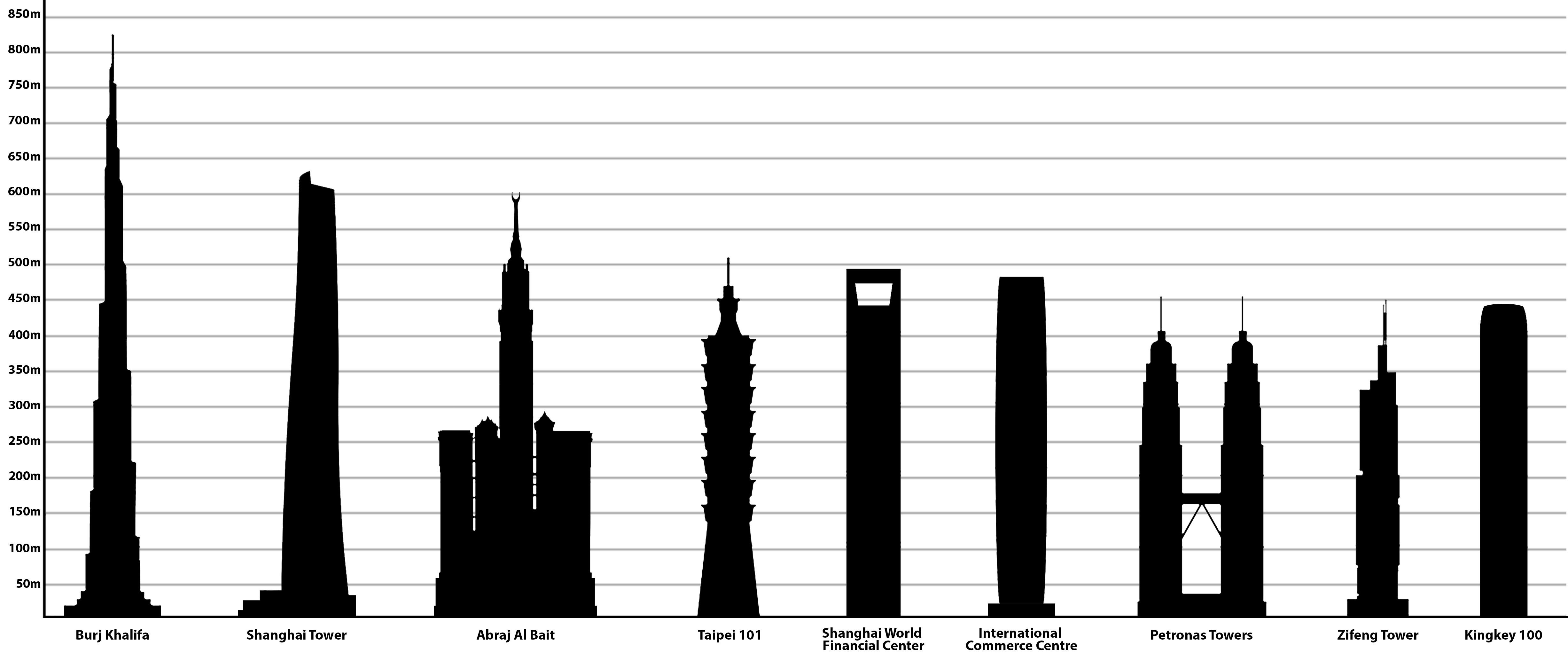
مرکز تجارت بین‌الملل (پنجمین سازه از سمت چپ) در مقایسه با بلندترین سازه‌های قاره ی آسیا

## نگارخانه

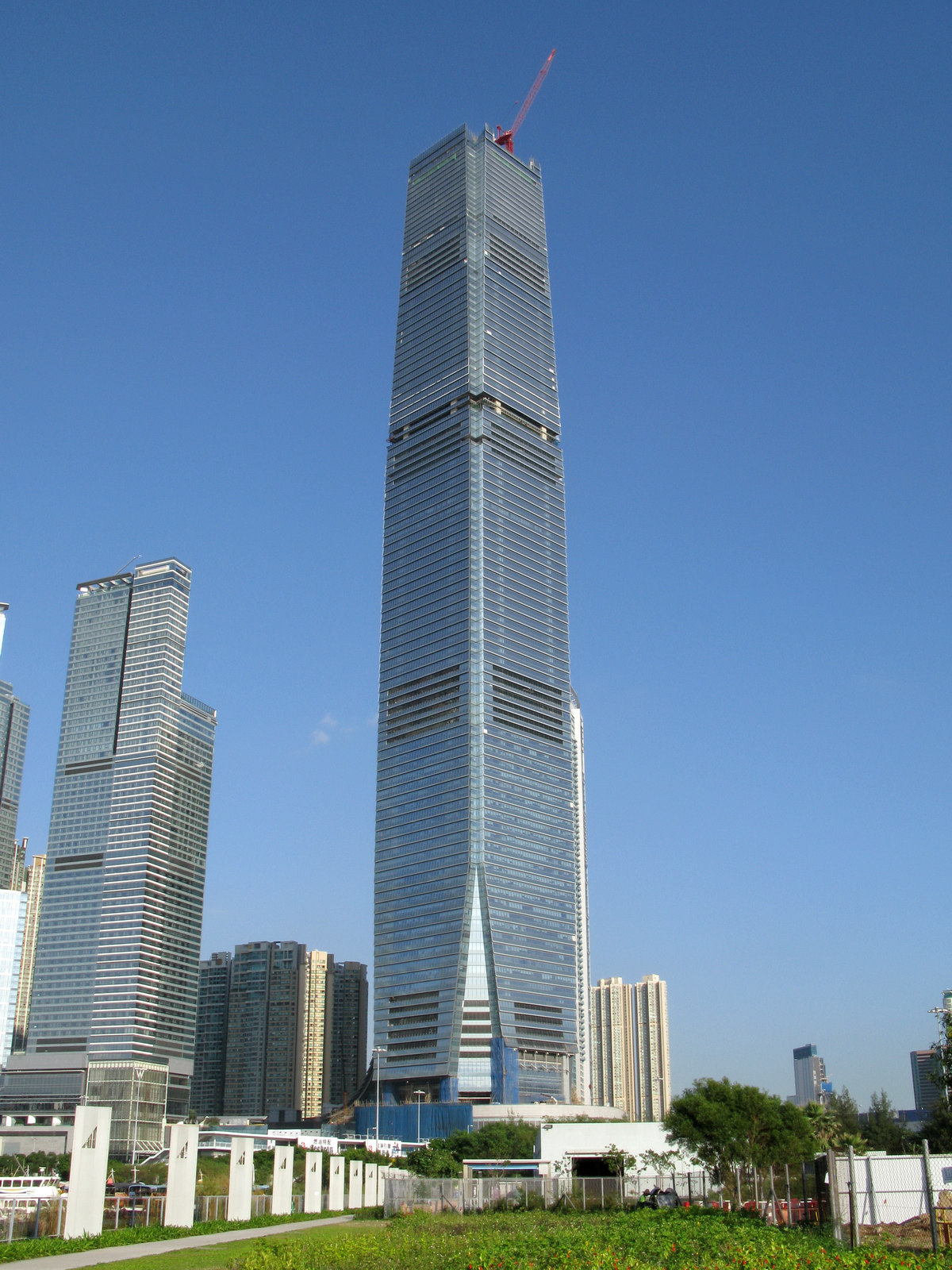
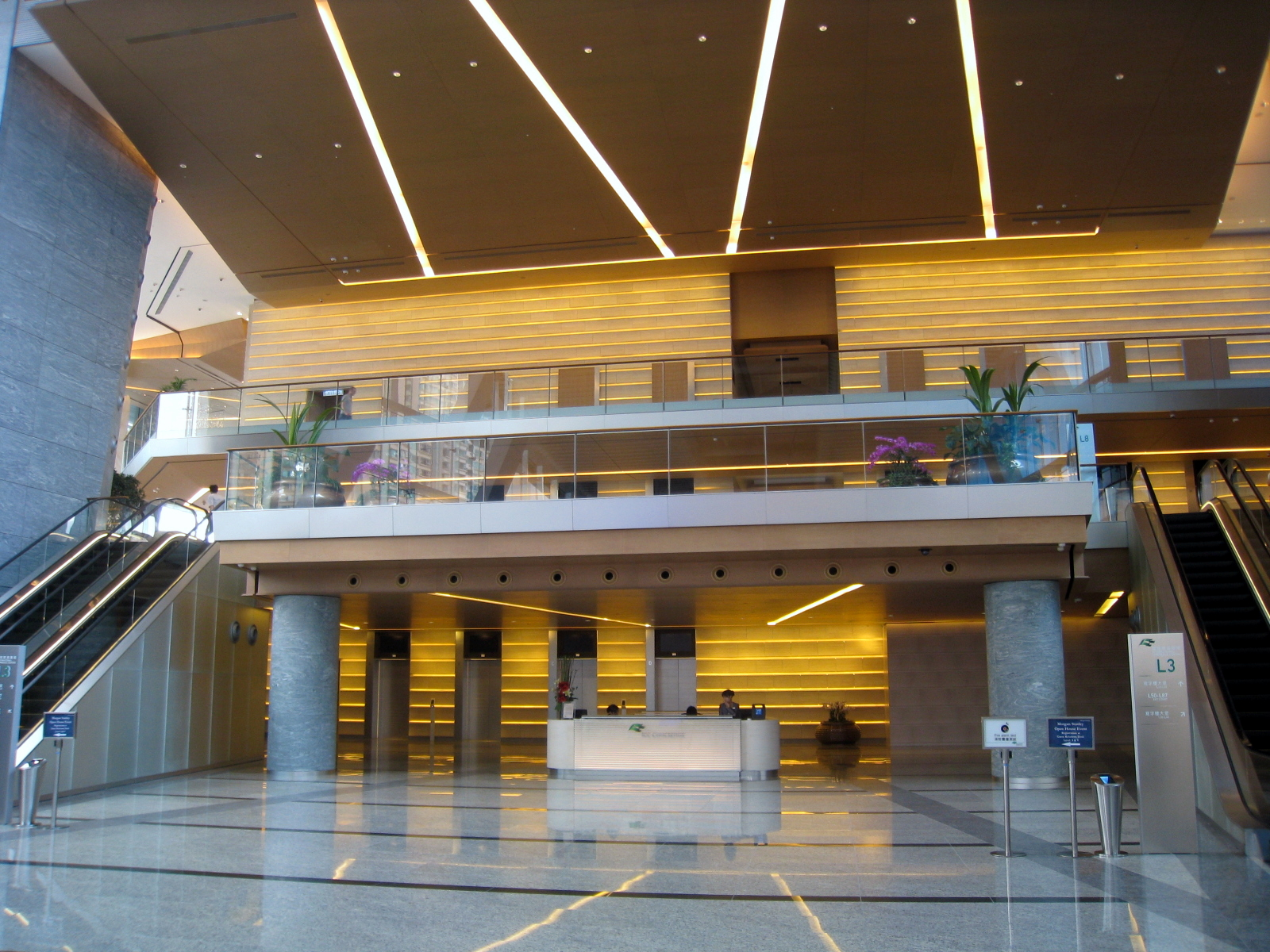
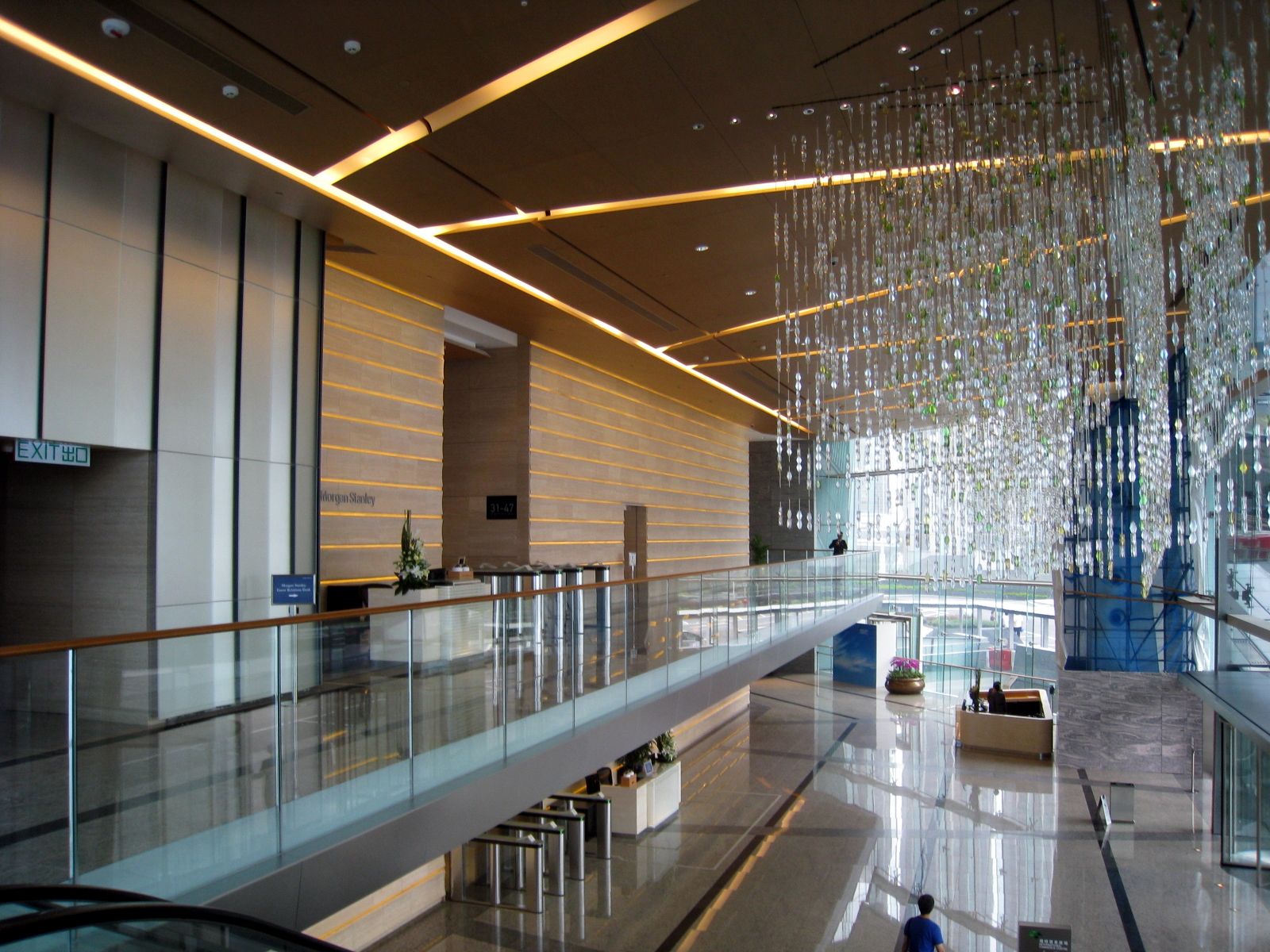
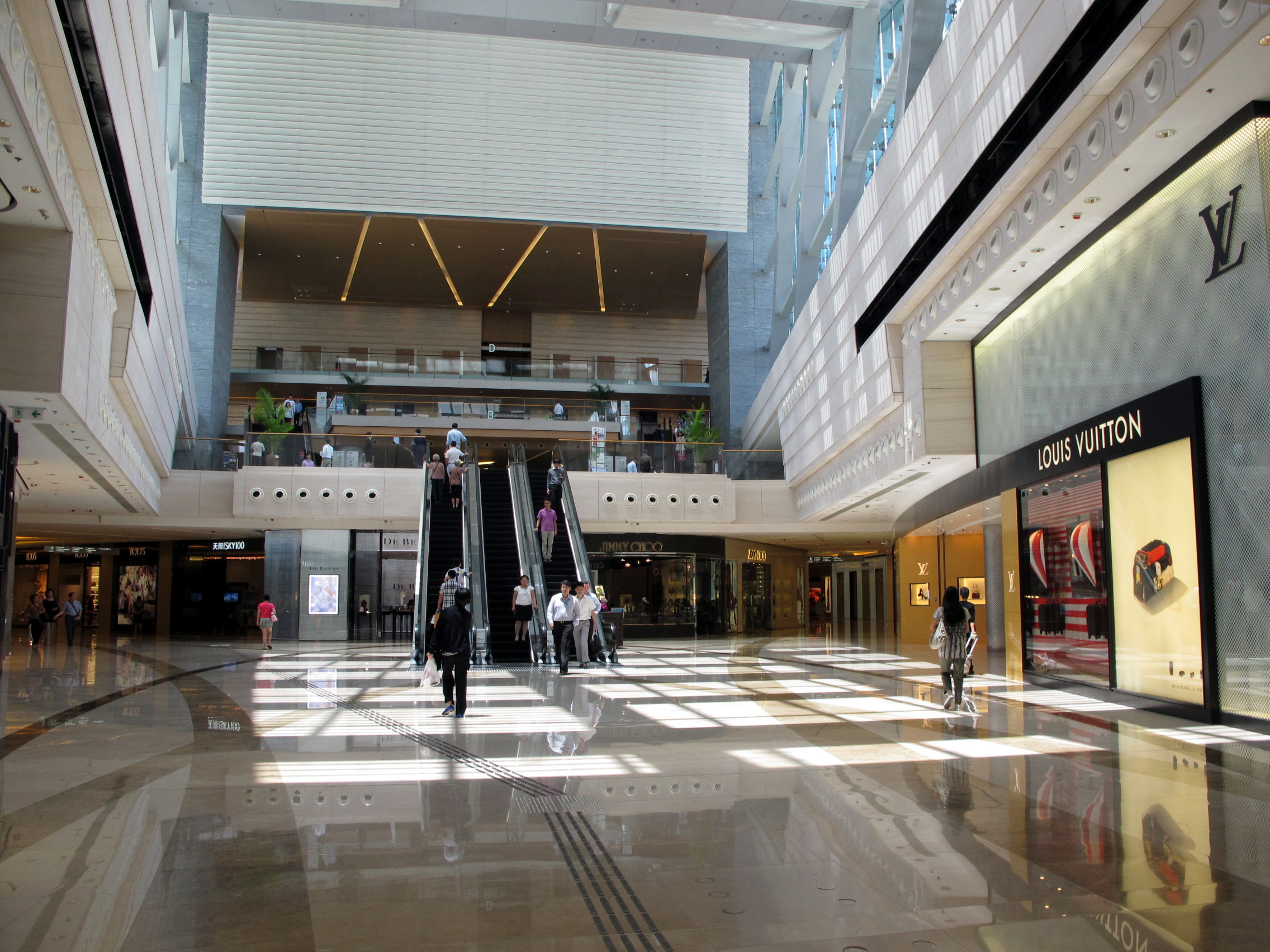